# Popieliczka
Popieliczka (Glirulus) – rodzaj ssaków z podrodziny popielic (Glirinae) w obrębie rodziny popielicowatych (Gliridae).

## Zasięg występowania
Obecnie zasięg rodzaju ogranicza się do Wysp Japońskich. Gryzonie z tego rodzaju były w przeszłości znacznie szerzej rozpowszechnione. We wczesnym miocenie, pliocenie i plejstocenie żyły w Europie i Azji Mniejszej, a w Sinciangu w Chinach znaleziono jeszcze starsze zęby trzonowe gryzoni przypisanych do tego rodzaju, z późnego oligocenu.

## Charakterystyka
Długość ciała (bez ogona) 66–93 mm, długość ogona 38–59 mm; masa ciała 14–45 g.
Wymarły gatunek popieliczki Glirulus lissiensis, żyjący w miocenie na terenach dzisiejszej Francji, prawdopodobnie był zdolny do lotu ślizgowego.

## Systematyka
Rodzaj zdefiniował w 1906 roku angielski zoolog Oldfield Thomas na łamach Proceedings of the Zoological Society of London. Na gatunek typowy Thomas wyznaczył (oznaczenie monotypowe) popieliczkę japońską (G. japonicus).

### Etymologia
- Glirulus: rodzaj Glis Brisson, 1762 (popielica); łac. przyrostek zdrabniający -ulus[9].
- Amphidyromys: gr. αμφι amphi ‘dookoła’[10]; rodzaj Dyromus O. Thomas, 1907 (koszatka). Gatunek typowy (oryginalne oznaczenie): †Amphidyromys pusillus F. Heller, 1936.

### Podział systematyczny
W 1906 roku O. Thomas utworzył ten rodzaj, zauważając różnice dzielące popieliczkę japońską od popielicy szarej (Glis glis), z którą była uprzednio umieszczana w jednym rodzaju. Do rodzaju należy jeden występujący współcześnie gatunek:
- Glirulus japonicus (Schinz, 1845) – popieliczka japońska

Opisano również gatunki wymarłe:
- Glirulus daamsi de Bruijn, van den Hoek Ostende, Kristkoiz-Boon, Rummel, Theocharopoulos & Ünay-Bayraktar, 2003[12] (Turcja; miocen)
- Glirulus diremptus Mayr, 1979[13] (Niemcy; miocen)
- Glirulus ekremi Ünay-Bayraktar, 1994[14] (Turcja; miocen)
- Glirulus lissiensis Hugueney & Mein, 1965[15] (Francja; miocen)
- Glirulus minor Wu Wenyu, 1993[16] (Niemcy; miocen)
- Glirulus pusillus (F. Heller, 1936)[2] (Niemcy; pliocen).